# باشگاه فوتبال رکاناتسه
باشگاه فوتبال رکاناتسه (انگلیسی: US Recanatese) یک باشگاه فوتبال مستقر در رکاناتی، ایتالیا است که در حال حاضر در سری دی ایتالیا، چهارمین سطح لیگ فوتبال در این کشور به فعالیت می‌پردازد.
آن‌ها بازی‌های خانگی خود را در ورزشگاه نیکولا توبالدی، مستقر در رکاناتی انجام می‌دهند که به اندازه ۳۰۰۰ صندلی گنجایش پذیرش تماشاگر دارد.

## تاریخچه

### سال‌های حضور در سری دی
روند صعودی تیم زرد و قرمز از جایی آغاز می‌شود که پس از باخت در فینال پلی‌آف ۲۰۰۴–۲۰۰۵ مقابل فرمیگنانزه در فالکونارا (۵–۳ در ضربات پنالتی)، یک صعود دوگانه را به دست می‌آورد که به اچلنتسا سال ۲۰۰۶–۲۰۰۷ و صعود به سری دی منجر می‌شود. در سال بازگشت (۲۰۰۸)، این تیم عملکرد خوبی داشت و در مقام ششم قرار گرفت و تنها یک رتبه تا صعود به پلی‌آف کم داشت.
فصل بعدی نیز شاهد برگزاری یک لیگ خوب از سوی رکاناتسه بود که با ۴۵ امتیاز و جایگاه مناسب دهم به پایان رسید، همچنین آخرین فصل دهه نیز با ماندگاری آسان در لیگ به پایان رسید. در نهایت، دو فصل خوب دیگر در میانه جدول به دنبال داشت: مقام هشتم در فصل ۲۰۱۱–۲۰۱۰ و دهم در فصل بعدی، که پس از یک فصل پرمشقت علی‌رغم شروع خوب در هفته‌های آغازین این فصل حاصل شد. (تیم در دسامبر در نزدیکی منطقه پلی‌آف بود).
فصل ۲۰۱۲–۲۰۱۳ اما از همان ابتدا مشکل می‌نمود. پس از عملکردهای امیدوارکننده در جام حذفی (پیروزی ۲–۱ در هلویارچینا مقابل مکراتسه و حذف از طریق ضربات پنالتی پس از تساوی ۰–۰ در ورزشگاه دل کونه‌رو مقابل باشگاه فوتبال آنکونا، تیم در اکتبر با یک سریال طولانی از نتایج منفی مواجه گردید و وارد بحران شد. در پایان فصل رکاناتسه به منطقه پلی‌آوت رسید. با این حال، هدف حداقلی پلی‌آف، با گلی در دقیقه آخر آخرین بازی فصل مقابل سامبندتسه از دست رفت که این باشگاه زرد و قرمز را به سقوط محکوم کرد. با این حال، فرشته نجات در نهایت رخ نمود. در واقع، در ۷ اوت لیگا ناتسیوناله دیله‌تانتی این تیم را دوباره به لیگ برگرداند و مدیریت مالی خوب آن را تأیید کرد.
این پیش‌درآمدی برای فصلی است که رکاناتسه بهترین جایگاه تاریخ خود را در بالاترین لیگ آماتوری به دست می‌آورد، در حالی که یک بازگشت هیجان‌انگیز، با تنها یک باخت در تمام نیم‌فصل دوم سری دی آن سال داشتند. لیگ بد آغاز می‌شود (۹ امتیاز در ۱۱ بازی اول و تنها یک پیروزی خانگی)، اما پس از تغییر کادر فنی در هفته دوازدهم و ورود تدریجی بازیکنان باتجربه، رکاناتسه شروع به کسب نتایج عالی و جمع‌آوری امتیاز می‌کند، و تنها ۳ بازی را تا پایان فصل می‌بازد. پیروزی‌های مهم و چند تساوی بیش از حد، به نقطه عطف فصل منجر می‌شود، یعنی باخت خانگی بد و مفید ۱–۲ مقابل رناتو کوری آنگولانا در هفته بیست و دوم. این در واقع آخرین باخت فصل بود، زیرا از آن به بعد تیم هر هفته با عملکردهای قانع‌کننده‌تر و با شخصیت بیشتری ظاهر شد. پیروزی‌های قابل توجه شامل پیروزی مقابل ویس پزارو (۱–۳)، ماکراتسه(۲–۰)، سولمونا (۰–۱) و تساوی در ورزشگاه دل کونه‌رو مقابل باشگاه فوتبال آنکونا (۱–۱) که جشن صعود تیم را به تأخیر انداخت.
فصل ۲۰۱۵–۲۰۱۴، برعکس، نسبتاً بد و دشوار بود. زرد و قرمزها در تمام طول فصل در نزدیکی منطقه پلی‌آوت قرار داشتند و تنها در آخرین روز، با تساوی ۲–۲ در ورزشگاه کاروتی در یسی با جسینا که مدت‌ها بود نجات یافته بود، از سقوط نجات یافتند.
فصل بعدی از نظر کیفیت به مراتب بالاتر بودند. تیم با احتیاط شروع می‌کند، هرچند گاهی بازی‌های خوبی را ارائه می‌دهد. با این حال، یک سری مصدومیت‌ها و از دست دادن تدریجی هویت تیم باعث می‌شود لئوپاردی‌ها در بازی‌های مهم اشتباه کنند. رتبه ضعیف و یک سری باخت‌های متوالی منجر به برکناری ماگرینی در مرز هفته یازدهم و دوازدهم می‌شود. با ورود مربی جدید مکوموناکو، تیم شروع به کسب امتیاز و صعود از مناطق پایین جدول می‌کند. پیروزی خانگی مقابل نایب قهرمان وقت سن نیکولو (۲–۱) و تساوی ۱–۱ در ریورا دله پالمه مقابل باشگاه ورزشی سامبندتسه، قهرمان آن لیگ، شایان توجه است. برای اولین شکست این دوره جدید باید منتظر بازی خانگی ۶ ژانویه مقابل باشگاه فوتبال کامپوباسو (۱–۲) بود. پس از آن، رکاناتسه ۱۹ امتیاز در ۹ بازی کسب می‌کند و به عنوان یکی از تیم‌های سرحال لیگ شناخته می‌شود و پس از پیروزی خارج از خانه ۶ مارس مقابل فولگوره ویرگرا (۲–۳)، به مقام پنجم که برای ورود به پلی‌آف صعود کافی است، می‌رسد، هدفی که در ۱۶ سال حضور در سری دی هرگز به آن نرسیده بودند. زرد و قرمزها یک چالش جذاب با جسینا، سن نیکولو و فرمانا برای تصاحب مقام پنجم را آغاز می‌کنند و موفق به حفظ این موقعیت تا روز قبل از آخرین بازی می‌شوند، زمانی که در بازی بزرگ خانگی مقابل فرمانا با نتیجه ۰–۱ شکست می‌خورند و فرمانا از رکاناتسه در جدول عبور کرده و با امتیاز بیشتر، آخرین جایگاه معتبر برای شرکت در پلی‌آف را به دست می‌آورد.
فصل ۲۰۱۶–۲۰۱۷ سری دی بسیار پرمشقت‌تر از قبل است چرا که زرد و قرمزها در تمام فصل در انتهای جدول قرار دارند. در آخر فاصله آن‌ها با تیم ششم از آخر، ۱۱ امتیاز است. با این حال، باشگاه در تابستان دوباره به لیگ بازمی‌گردد و شروع به بازسازی داخلی می‌کند که بلافاصله منجر به کسب نتایج بهتر در سری دی می‌شود.

### بازگشت به سری سی
در فصل ۲۰۲۱–۲۰۲۲، باشگاه دوباره جیووانی پالیاری را به عنوان سرمربی تیم معرفی می‌کند: پس از باخت خانگی در بازی افتتاحیه مقابل باشگاه فوتبال تولنتینو (۴–۰)، لئوپاردی‌ها یک مسیر پیروزمندانه را برای کل نیم‌فصل اول ادامه می‌دهند و در نیم‌فصل دوم نیز به‌طور ثابت در صدر جدول قرار می‌گیرند و رقبای خود تراستوره و تولنتینو را پشت سر می‌گذارند. با کسب ۶۸ امتیاز، زرد و قرمزها قهرمانی سری دی را سه هفته پیش از پایان فصل به دست می‌آورند و به سری سی صعود می‌کنند، که ۷۴ سال پس از آخرین قهرمانی آن‌ها در سری سی، فصل ۱۹۴۸–۱۹۴۷ این نتیجه حاصل می‌شود. است.
در همان سال، رکاناتسه همچنین عنوان قهرمانی دسته را در ضربات پنالتی مقابل باشگاه فوتبال جوگلیانو به دست می‌آورد و به این ترتیب اولین باشگاه از مارکه می‌شود که به این افتخار دست می‌یابد.